# Fieseler F 5
Il Fieseler F 5, identificato successivamente dal Reichsluftfahrtministerium (RLM) Fi 5, era un monomotore biposto da turismo sportivo ed addestramento ad ala bassa sviluppato dall'azienda tedesca Gerhard-Fieseler-Werke nei primi anni trenta.
Il modello ottenne un buon successo commerciale, anche grazie ai risultati ottenuti nella partecipazione a competizioni aeree dell'epoca, risultando fondamentale nell'affermazione della Fieseler come azienda leader nel settore.

## Storia del progetto
Tra gli anni venti e gli anni trenta, la capacità e le intuizioni di aziende e progettisti ebbero la possibilità di essere testate grazie alla partecipazione alle manifestazioni aeronautiche, le quali assunsero negli anni una connotazione sempre più sportiva. Tra le realtà sorte nell'allora Repubblica di Weimar e che contribuirono alla lenta rinascita dell'aviazione tedesca, drasticamente ridotta a causa delle clausole del Trattato di Versailles, ci fu la Fieseler fondata su iniziativa dell'asso della prima guerra mondiale Gerhard Fieseler che, dopo il termine del conflitto, riscosse significativi successi come pilota di acrobazia aerea. Sia per la volontà di poter disporre di velivoli superiori alla concorrenza con cui partecipare alle varie manifestazioni aeree che, intuendo la possibilità di proporli sul mercato, avviandone la produzione in serie e ricavandone un profitto, Fieseler si avvalse della collaborazione di progettisti e dell'appoggio economico di Edmund Rumpler e Carl Clemens Bücker per realizzare una serie di modelli monoplani con caratteristiche acrobatiche.
Dopo il successo ottenuto ai comandi del Fieseler F 2 Tiger all'edizione del 1932 del campionato europeo di acrobazia aerea, modello con cui vinse anche la prima World Aeronautics Competition del 1934, il gruppo di lavoro diretto dall'ingegnere Kurt Arnold iniziò nell'ottobre 1932 a disegnare il futuro modello destinato ad inserirsi nel mercato allora condiviso dal fortunato Klemm L 25, con un velivolo che ne riproponeva l'impostazione generale al quale venne assegnata la designazione F 5: monomotore monoplano con ala bassa a sbalzo, cellula realizzata in tecnica mista, fusoliera con struttura in tubi d'acciaio saldati con una coppia di abitacoli aperti posizionati in tandem e carrello d'atterraggio fisso "a pantalone".
Il prototipo venne portato in volo per la prima volta nel febbraio 1933 dallo stesso Fieseler, il quale rimase entusiasta dalla prestazioni complessive offerte dal modello. Benché fosse equipaggiato con un motore Hirth HM 60, un 4 cilindri in linea rovesciato raffreddato ad aria in grado di erogare una potenza pari solamente a 60 PS (44 kW), in volo l'F 5 risultò avere prestazioni sufficienti ad eseguire acrobazie aeree senza problemi ed a terra la manovrabilità si rivelò sorprendentemente buona in condizioni di vento forte, senza dover ricorrere all'uso dei freni. Inoltre, grazie alla sua stabilità longitudinale, le manovre di decollo ed atterraggio risultavano molto semplici da eseguire. Solo in seguito, appena diventata disponibile una versione più potente dell'unità motrice, l'F 5 venne equipaggiato con l'Hirth HM 60 R da 80 PS (58 kW). Un secondo prototipo che adottava, oltre al motore più potente, alcune migliorie tecniche venne presentato ad una commissione di valutazione del Deutsche Versuchsanstalt für Luftfahrt (DVL) il quale non poté che confermare la bontà del progetto.
La produzione in serie venne avviata a fine giugno 1933 arrestandosi nel 1935 dopo circa cinquanta esemplari.

## Versioni
F 5 (Fi 5)
prototipo equipaggiato con un motore Hirth HM 60 da 60 PS (44 kW)
F 5 R (Fi 5 R)
prima versione avviata alla produzione in serie equipaggiata con un motore Hirth HM 60 R da 80 PS (58 kW)